# Ursoaia, Argeș
Ursoaia este un sat în comuna Cotmeana din județul Argeș, Muntenia, România.